# 1912年ストックホルムオリンピックのオーストララシア選手団
1912年ストックホルムオリンピックのオーストララシア選手団（1912ねんストックホルムオリンピックのオーストララシアせんしゅだん）は、1912年5月5日から7月27日にかけてスウェーデンの首都ストックホルムで開催された1912年ストックホルムオリンピックのオーストララシア選手団、およびその競技結果。

## 概要
前回1908年ロンドンオリンピックに続き、オーストラリアとニュージーランドは合同の選手団を結成し、オーストララシアとしての参加となった。
今大会は金メダル2個、銀メダル2個、銅メダル3個の合計7個のメダルを獲得した。

## メダル
| メダル | 選手名                                                                                | 競技   | 種目                   |
| ------ | ------------------------------------------------------------------------------------- | ------ | ---------------------- |
| 金     | ファニー・デュラック                                                                  | 競泳   | 女子100m自由形         |
| 金     | セシル・ヒーリー マルコム・チャンピオン レスリー・ボードマン ハロルド・ハードウィック | 競泳   | 男子4×200m自由形リレー |
| 銀     | セシル・ヒーリー                                                                      | 競泳   | 男子100m自由形         |
| 銀     | ウィルヘルミナ・ワイリー                                                              | 競泳   | 女子100m自由形         |
| 銅     | ハロルド・ハードウィック                                                              | 競泳   | 男子400m自由形         |
| 銅     | ハロルド・ハードウィック                                                              | 競泳   | 男子1500m自由形        |
| 銅     | アンソニー・ワイルディング                                                            | テニス | 男子シングルス室内     |